# Chunajzir
Chunajzir (arab. خنيزير) – miejscowość w Syrii, w muhafazie Hama. W 2004 roku liczyła 2716 mieszkańców.